# 木瓜溪
木瓜溪（:82）是台灣東部花蓮溪水系最北，也是流域面積最大的支流。流經花蓮縣秀林鄉、壽豐鄉與吉安鄉，為吉安鄉與壽豐鄉的分界河，最後在經東華大橋後約1公里注入花蓮溪。木瓜溪最遠源流為發源於能高南峰東南坡的清水溪，由此源流計算，木瓜溪長約54公里，而溪名為木瓜溪的本流發源於能高南峰東北坡的檜溪，長42.78公里。木瓜溪流域面積468.21平方公里。
木瓜溪谷自古以來即為先民跨越脊梁山脈聯絡東西的重要通道，日治時期於此開鑿台灣第一條正式的橫斷道路能高越嶺道東段，日治末期計畫沿此道路設立東西高壓輸電線以及將道路拓寬成車道，在部分完成時即中止。戰後在美援的協助下完成部分車道，並建設完成東西輸電線，但後來因地質破碎車道已放棄興建。

## 名稱源由
木瓜溪一詞源自初期最早建於此地，由中央山脈西側濁水溪主流源頭霧社溪流域東遷而來的德克達雅群（Tgdaya，又稱霧社群）賽德克族；由於他們早期來回於霧社和上游山區的巴托蘭（Btulan）之間，霧社的族人稱巴托蘭的族人為（亦有文獻拼寫為），意謂「住在山後面的人們」。清治時以台語音譯其居住的溪流流域稱「木瓜溪」，稱其社群為「木瓜六社」，1879年《台灣輿圖並說》標示「木瓜溪」、「木瓜內社」、「木瓜外社」等地名；1894年《臺東州採訪冊》記載「木瓜溪」、「木瓜番」、「木瓜山」。
霧社溪流域更北側上游的道澤群、德路固群賽德克族亦東遷翻越中央山脈主脊，進入木瓜溪北側由奇萊北峰向東分出的大支脈太魯閣山列（奇萊東稜）分隔的得其黎溪流域，東遷後的族人轉音稱為陶賽群、太魯閣群，現族群分類變更為太魯閣族。後來太魯閣群南遷翻越太魯閣山列稜線進入木瓜溪流域北岸，改稱為巴托蘭群，木瓜群受壓迫而向更下游遷徙。
木瓜溪流域在太魯閣族語中被稱為，詞意取自周圍狀似喉頭的溪流地形；又稱，意為大小不規則石頭的阻礙地。:82

## 水系
木瓜溪流域集水區有下列分水嶺：
- 北側：中央山脈主脊由奇萊北峰向東分出的大支脈太魯閣山列（奇萊東稜），為與北側立霧溪流域的主分水嶺。此稜由立霧主山續往東，連接帕托魯山的稜線走向轉往南，為與三棧溪、美崙溪的分水嶺。
- 西側：中央山脈主脊的奇萊山、能高山，為台灣東西分水嶺，其西側為濁水溪流域。
- 南側：主脊由能高山南段的知亞干山（光頭山）向東分出往牡丹山的大支脈，此稜為賽德克族創生傳說起源聖石牡丹岩所在，其南側為花蓮溪支流知亞干溪（恰堪溪）流域。

木瓜溪以發源於中央山脈主脊能高山最高峰能高南峰東南坡的清水溪源流最遠，此源流北側由能高南峰向東往巴沙灣山分出的支脈，與北側溪名為木瓜溪的本流相隔。溪名為木瓜溪的本流最遠源頭為發源於能高南峰東北坡的檜溪。木瓜溪以空間順序排列有下列重要支流：
- 巴托魯溪（又稱鳳溪），發源於立霧主山東南坡（帕托魯山西側）向南流下，以左股匯入巴托蘭溪
- 巴托蘭溪（又稱龍溪），發源於奇萊北峰東南坡向東南流下，至龍澗發電廠（瀧見）龍澗橋下游約100公尺以左股匯入木瓜溪
- 天長溪，發源於奇萊主山東南坡向南流下，至天長斷崖西南方約1.5公里，與右股丸田溪匯合改稱木瓜溪向東流下
- 奇萊溪，發源於奇萊裡山南坡向東南流下，以右股匯入天長溪
- 丸田溪，發源於卡賀爾山東北坡向東流下，與左股天長溪匯合改稱木瓜溪續向東流
- 檜溪，發源於能高南峰東北坡向東流下，轉東北流以右股匯入丸田溪，此為溪名為木瓜溪的本流最遠源流
- 清水溪，發源於能高南峰東南坡向東流下，於銅門部落上游約2.5公里處以右股與木瓜溪本流匯合，此為木瓜溪水系的最遠源流
- 清流溪，發源於木瓜山東坡向北流下，以右股匯入清水溪

## 特色
木瓜溪上游坡度變化大，有利於水力發電，建有銅門水壩與龍溪發電廠、龍澗發電廠、水簾發電廠、清水發電廠、清流發電廠、銅門發電廠、榕樹發電廠與初英發電廠等八座電廠，其中以龍澗發電廠的發電量最大。木瓜溪的水力發電排名於台灣第三，僅次於大甲溪與濁水溪。
山腳的銅門村及橋南岸的文蘭村是太魯閣族聚落。銅門村周遭附近有許多著名的觀光景點，如銅門至龍澗的峽谷於日治時期稱為「萬代峽」，現在也有「小天祥」之稱。
木瓜溪特產為名石，如玫瑰石等，受到許多愛石人的喜愛。

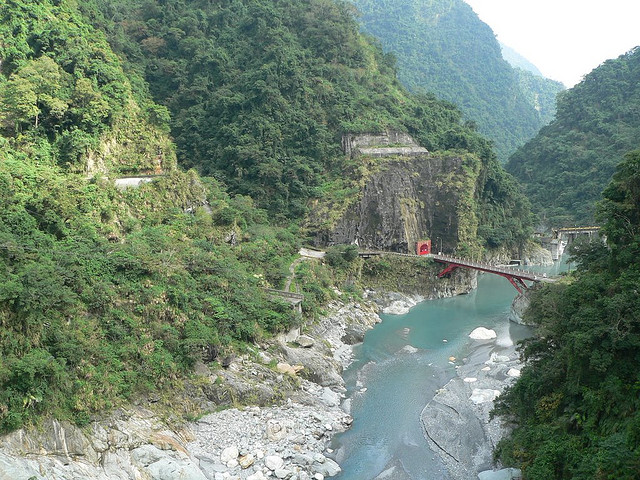
從龍澗發電廠俯瞰水簾發電廠入口、水簾壩與橫跨木瓜溪河谷的龍澗橋。
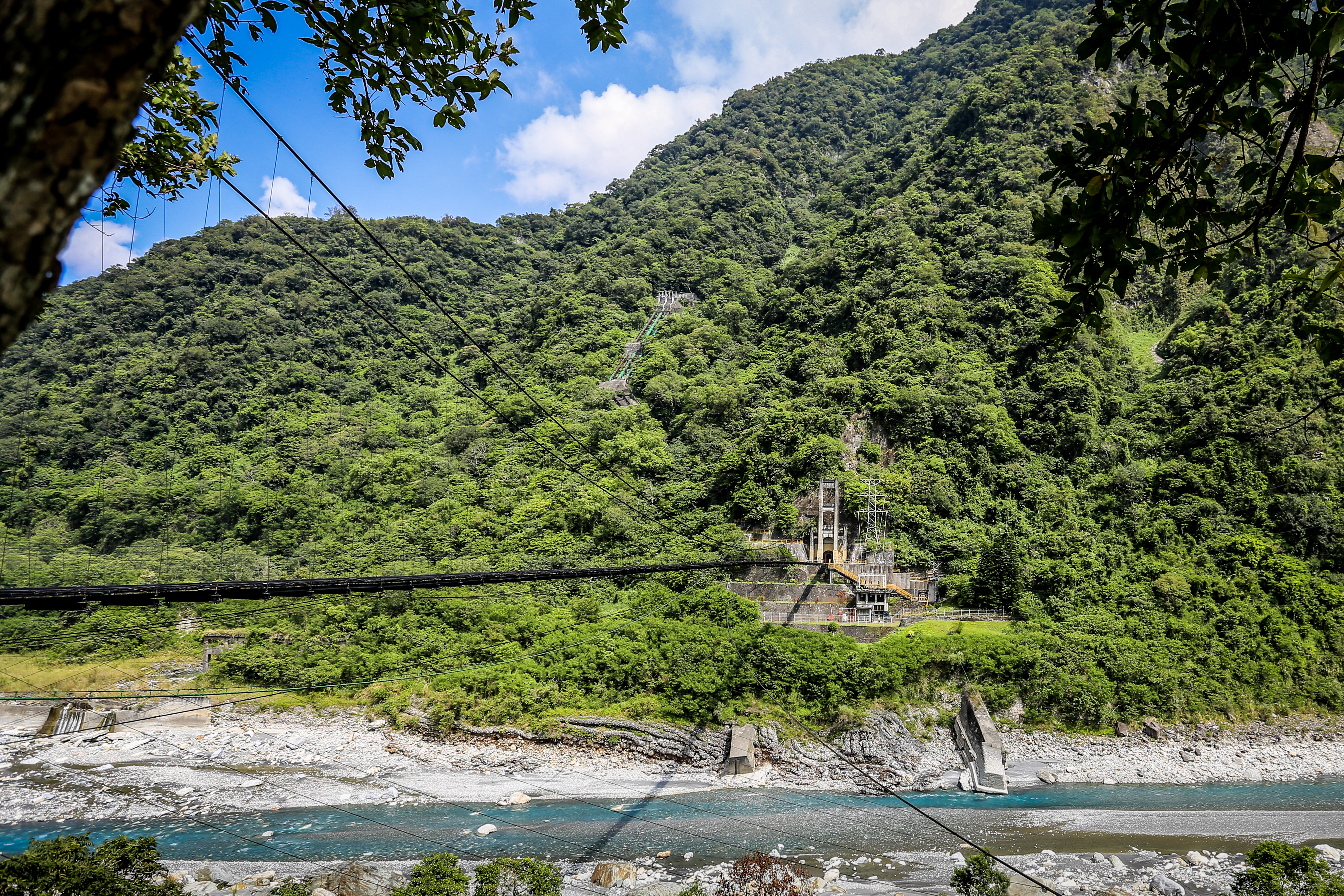
東部發電廠銅門機組的吊橋

## 交通
木瓜溪右岸從銅門村開始，有一小段公路，可通至木瓜溪上游的龍澗發電廠，或延「能高越嶺道」步行至南投廬山。入山時需先於銅門村的派出所申請入山證方可准允進入。
台14線東端即是沿木瓜溪興建之公路（現已解編），築至「能高越嶺道」，日治時期為台灣中部重要的東西交通要道。目前跨越木瓜溪的主要橋樑有5座，由河口至源頭分別為台11丙線的東華大橋、台9線的木瓜溪橋、花東線鐵路的木瓜溪橋、台9丙線的仁壽橋、聯絡銅門村的銅門大橋等。

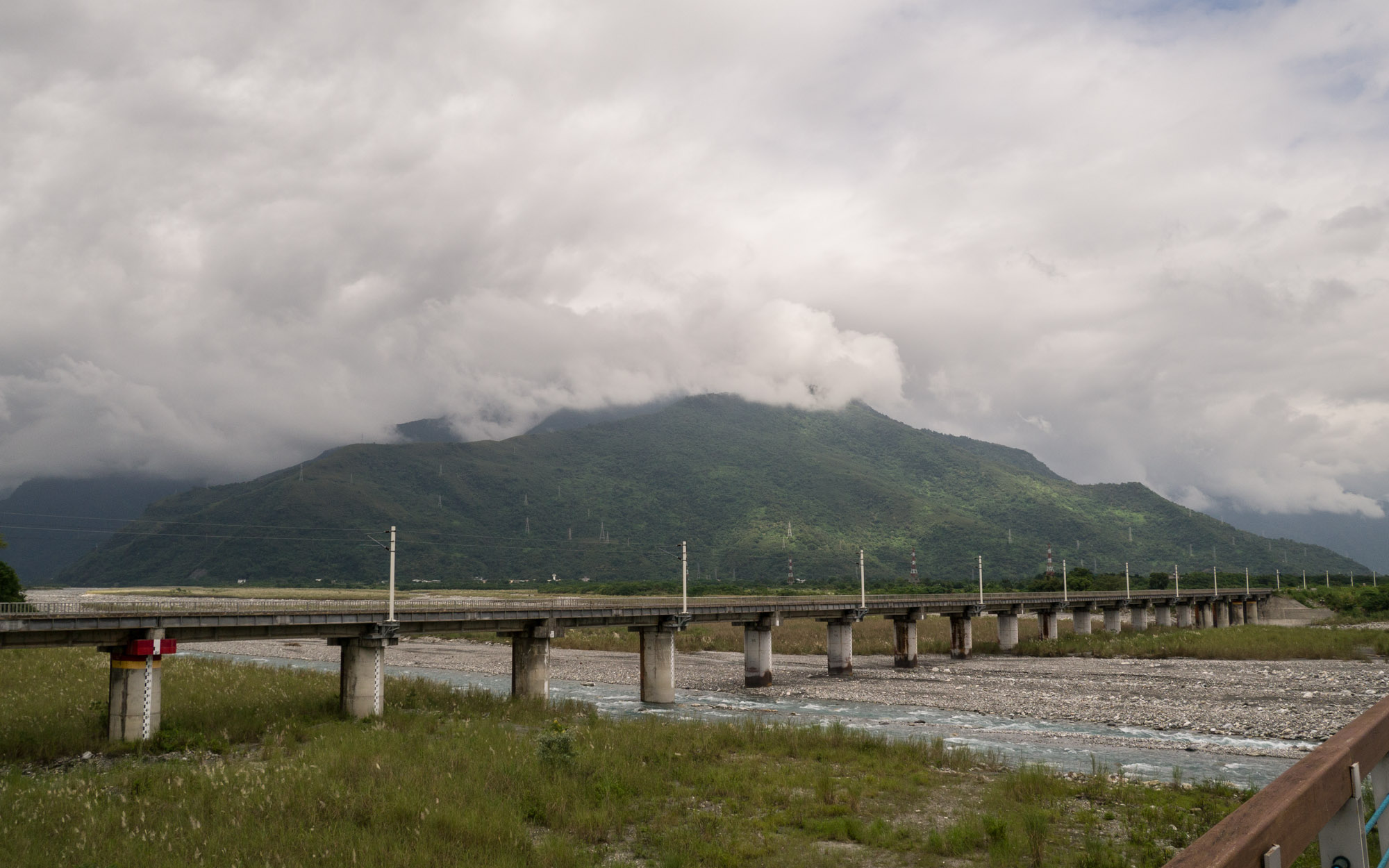
木瓜溪橋
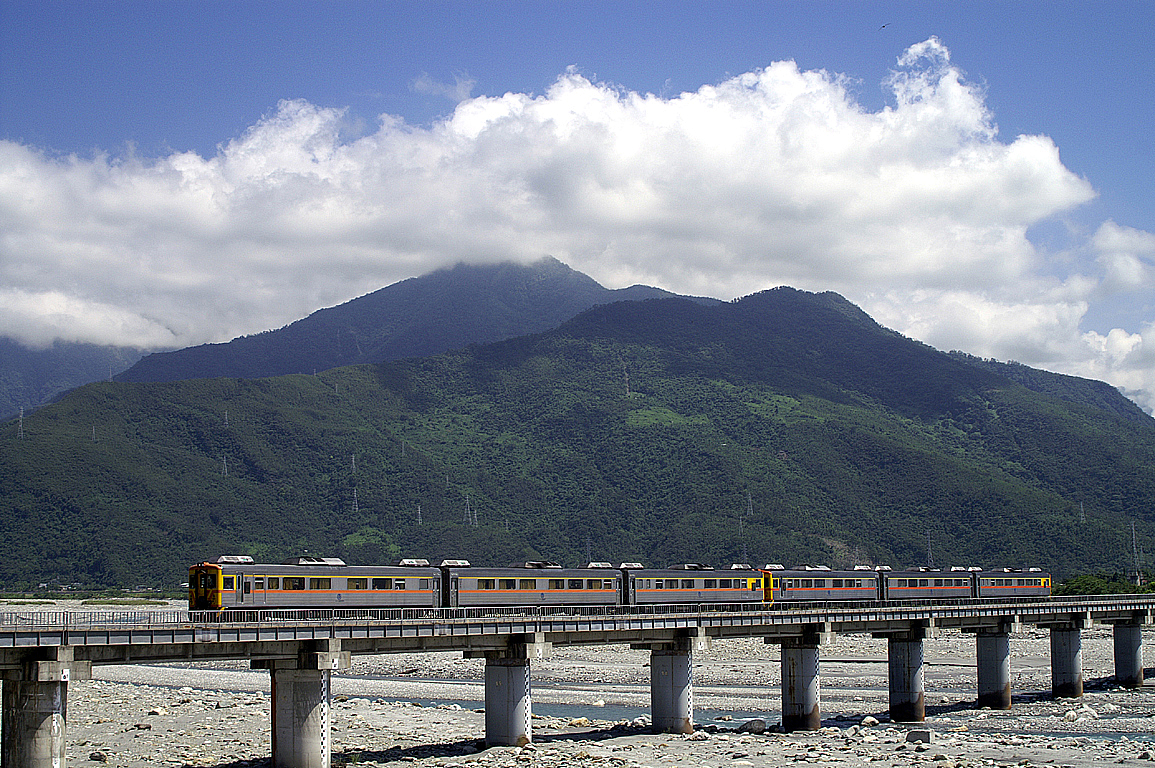
木瓜溪橋
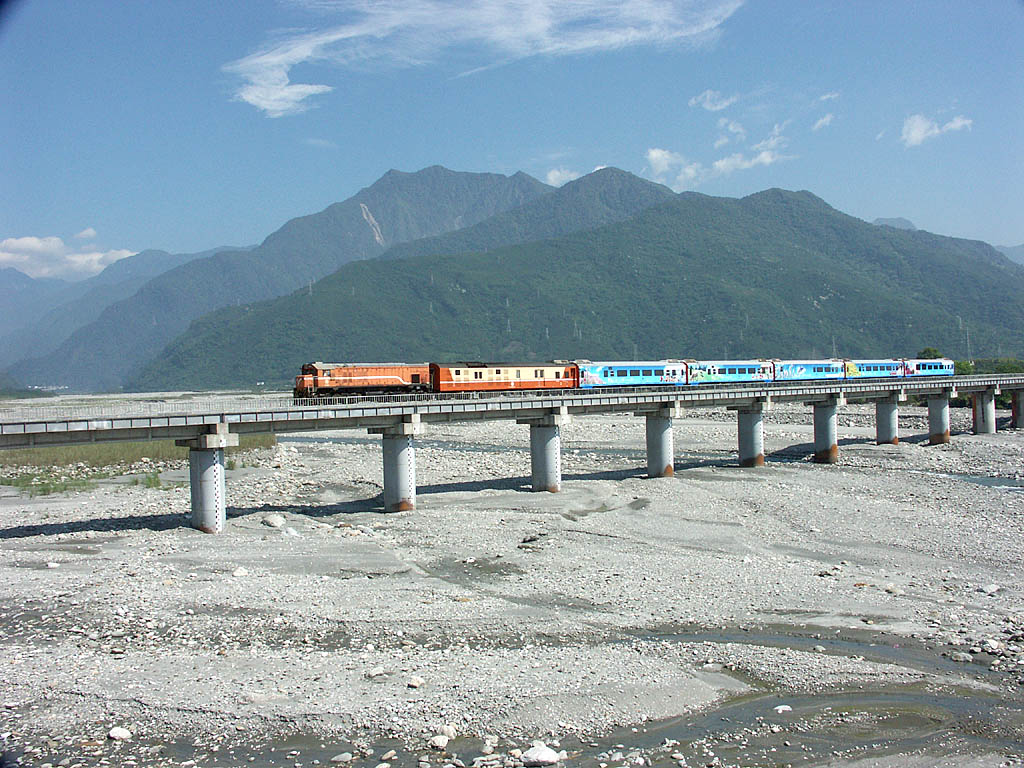
台鐵「寶島之星」列車跨越木瓜溪下游的花東線鐵路木瓜溪橋

## 參照
- 花蓮溪
- 鯉魚潭
- 台灣河流列表

## 外部連結
- 花蓮溪水系簡介
- 花蓮溪河川流域不同水質指標比較（pdf）
- 木瓜溪的美麗與哀愁 （页面存档备份，存于）